# 格特鲁德·劳伦斯

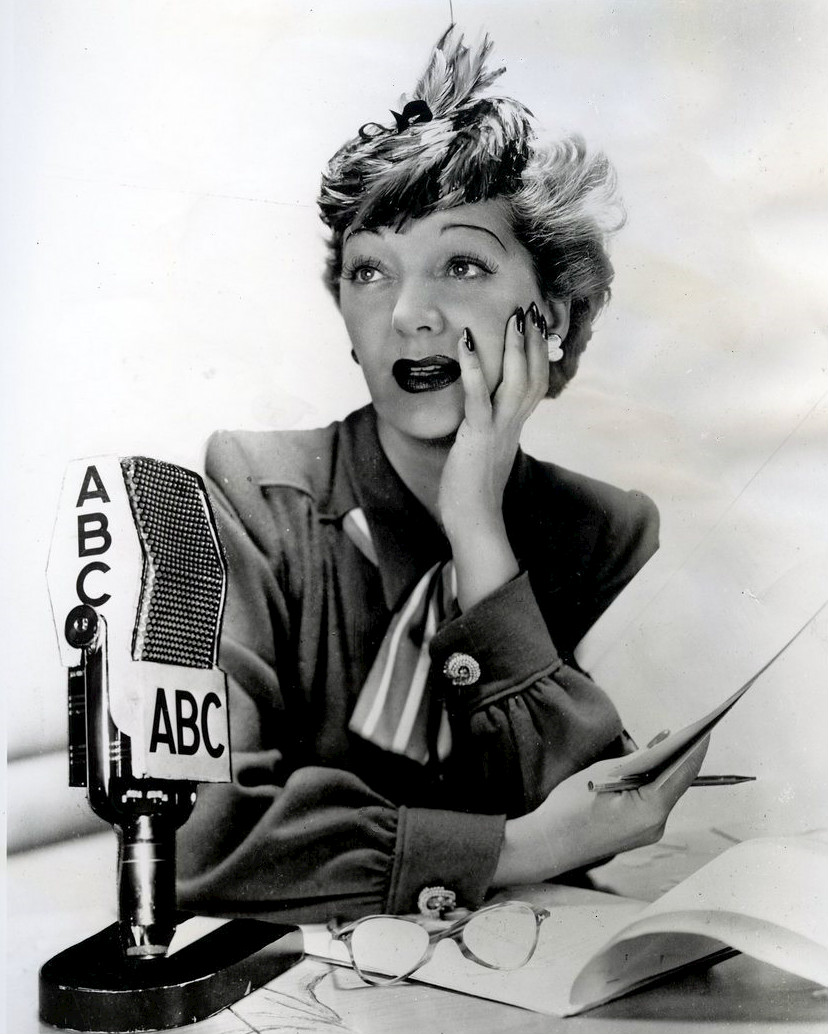

格特鲁德·劳伦斯（英語：Gertrude Lawrence，1898年7月4日—1952年9月6日），女，英国演员。曾获得托尼奖最佳音乐剧女主角。